# Iniciála

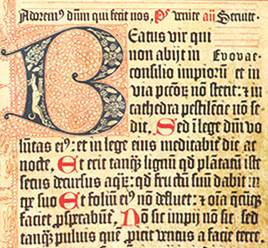
Iniciála B

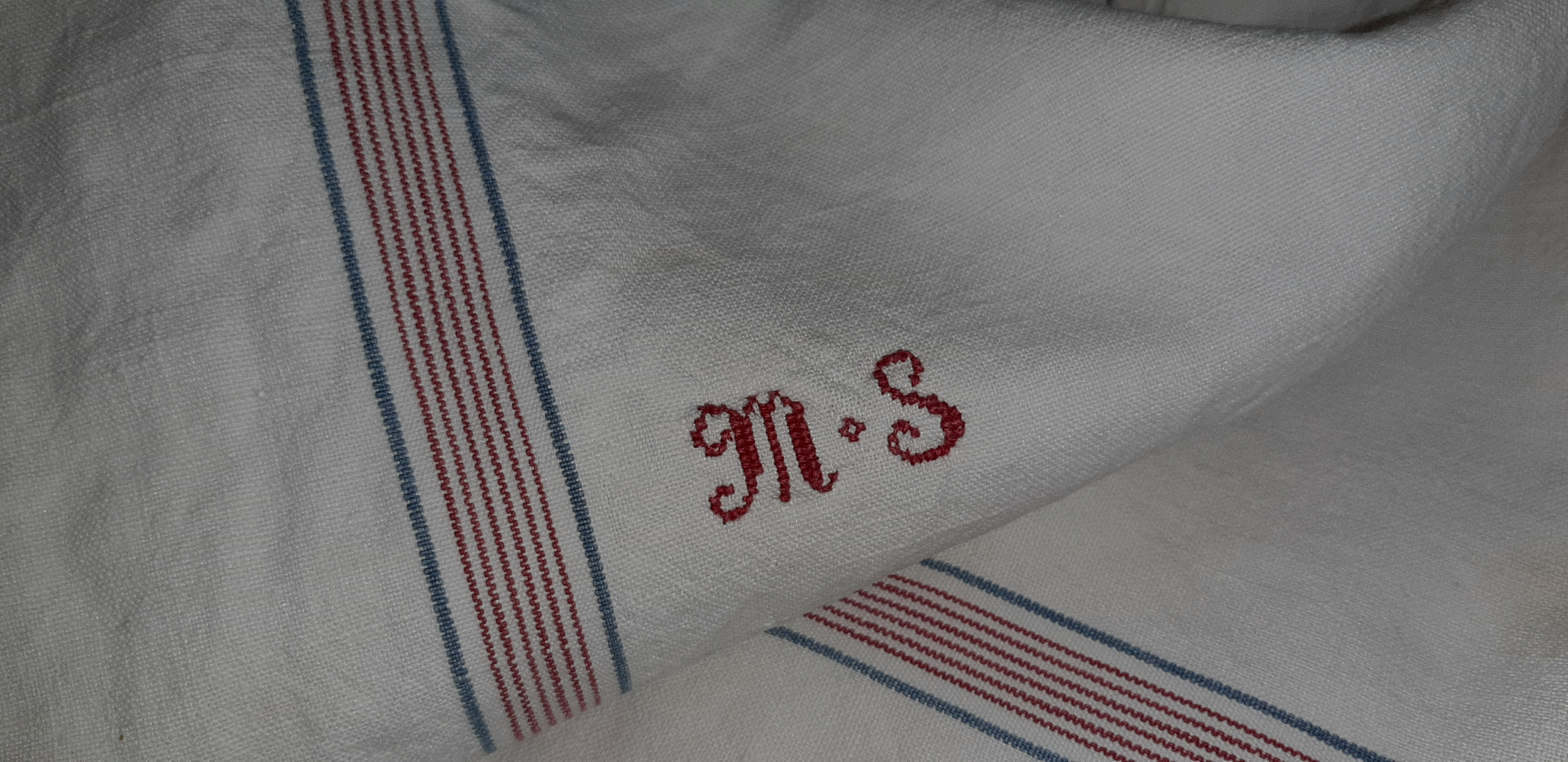
Iniciály MS vyšité na kapesníku

Iniciála (z latinského initium „začátek“, ze slovesa in-ire, „vejít, vstoupit“) je v typografii první písmeno slova, které je výrazně odlišeno od ostatního textu velikostí, barvou nebo tvarem, někdy (hlavně v rukopisech, ale i ve starších tiscích) vybaveno i iluminací. Obvykle bývá na začátku stránky, kapitoly nebo odstavce.

## Iniciály jmen
Iniciála může také označovat první písmeno jména. V tom případě iniciály jsou první písmena rodného jména a příjmení člověka.
V předchozích desetiletích bylo časté iniciály jmen například vyšívat na kapesníky, košile a některé nekonfekční oblečení, cejchovat do kůže zavazadel, atd.; nyní je tomu jen někdy, u dražší a na míru šité konfekce. Tyto (většinou ozdobné) iniciály jmen se nazývají monogramy.

### Iniciály známých lidí
Některé iniciály se staly tak známé/populární, že není třeba uvádět celé jméno. Známost je samozřejmě dána dobou a místem vzniku. Výběr nejznámějších:
- B. B. – Brigitte Bardotová, francouzská herečka
- C. C. – Claudia Cardinalová, italská herečka
- F. M. – Freddie Mercury, britský zpěvák
- M. M. – Marilyn Monroe, americká herečka
- J. F. K. – John Fitzgerald Kennedy, americký prezident
- J. J. – Jaromír Jágr, český hokejista
- T. G. M. – Tomáš Garrigue Masaryk, první československý prezident

## V botanice
V botanice je iniciála buňka na vegetačním vrcholu rostlin s trvalou schopností buněčného dělení.
Tyto buňky se dělí na iniciály…
- apikální (též zvané terminály),
- kambiální,
- fusiformní, a
- paprskové[2]

Iniciály se mohou dělit jedním, dvěma nebo třemi směry; podle toho rozlišujeme meristémy – na vláknové/žebrové, deskové a tělesové (v tomto respektivním pořadí).